# شهرستان یاکورودا
شهرستان یاکورودا (به بلغاری: Yakoruda Municipality) یک شهرستان در بلغارستان است که در استان بلاگووگراد واقع شده‌است.